# Porta (Rapper)
Christian Jiménez Bundo (* 2. Juli 1988 in Barcelona-Sarrià), besser bekannt als Porta, ist ein spanischer Rapper und MC. Bekannt wurde er erstmals durch seine im Internet veröffentlichten Demoaufnahmen No es cuestión de edades und No hay truco. Seine beiden ersten Alben wurden von dem Label Universal Music Group herausgegeben. Laut einigen Quellen ist sein Stil hauptsächlich von La Mala Rodríguez und Eminem beeinflusst.

## Leben
Porta begann bereits mit zwölf Jahren Rap-Lieder um sich herum aufzunehmen. Im März 2006 nahm er schließlich eine Demo-Version seines ersten Albums No es cuestión de edades auf, welches von dem spanischen Produzenten Soma und dessen Label Lebuqe Studios herausgegeben wurde. Im April wurde besagtes Demo von Creative Commons auf verschiedenen Internetseiten zum Gratis-Download veröffentlicht, unter anderem auch auf MySpace. Die Aufnahme war ein überraschend großer Erfolg und erntete viele Downloads.
Im Dezember 2006 begann er an einem zweiten Demo zu arbeiten, No hay truco, welches am 29. Januar 2007 schließlich veröffentlicht wurde. Knapp ein paar Monate später war sein Benutzerprofil auf MySpace das zweite meist besuchte Webportal zum Thema Musik in ganz Spanien. Seine zwei Aufnahmen hatten jeweils mehr als 3 Millionen Downloads und sein Profil wurde mehr als 14 Millionen Mal besucht. Sein Lied Dragon Ball Rap wurde mit mehr als 27 Millionen Aufrufen das dritt meistgesehene Musikvideo Spaniens in der Geschichte von YouTube. Nach seiner Popularität im Internet unterschrieb er im November einen Plattenvertrag bei der Universal Music Group.
Sein erstes Studio-Album, En boca de tantos, erschien am 19. Februar 2008. Obwohl es ziemlich viel Kritik erhielt, erreichte es doch beachtlichen kommerziellen Erfolg, gelang an die siebte Stelle der Album-Charts Spaniens. Das Musikvideo erhielt den Preis „Sol Música“ als bestes Video am Festival de Málaga im Jahre 2008.
Zwischen März und Mai 2008 veröffentlichte MySpace eine Reihe von neun Kapiteln, die Porta gewidmet waren; es war die erste spanische Produktion, die auf besagter Seite erschien. Im Juni desselben Jahres wurde eine Biografie des Rappers herausgegeben, die den Namen Algo que contar („Etwas zu erzählen“) trug.
Das zweite Studio-Album von Porta, namens Trastorno bipolar, wurde am 6. Oktober 2009 veröffentlicht.

## Diskografie
- No es cuestión de edades (2006)
- No hay truco (2007)
- En boca de tantos (2008, Universal Music Group)
- Trastorno bipolar (2009, Universal Music Group)
- Reset (2012, PIAS spain)
- Algo ha cambiado (2014, Boa Music)
- Equilibrio (2016, Sin Anestesia)